# Natalvechtkwartel
De Natalvechtkwartel (Turnix nanus) is een vogel uit de familie Turnicidae (Vechtkwartels).

## Verspreiding en leefgebied
Deze soort komt voor van Ghana tot Kenia, Oeganda en de zuidoostelijke Kaapprovincie.